# Tomnashia
Tomnashia is een geslacht van korstmossen behorend tot de familie Teloschistaceae. De typesoort is Tomnashia rosei.

## Geslachten
Volgens Index Fungorum telt het geslacht vier soorten (peildatum oktober 2021):
| Soortnaam            | Auteur(s)                                    | Publicatiejaar |
| -------------------- | -------------------------------------------- | -------------- |
| Tomnashia ludificans | (Arup) S.Y. Kondr. & Hur                     | 2017           |
| Tomnashia luteominia | (Tuck.) S.Y. Kondr. & Hur                    | 2017           |
| Tomnashia nashii     | (Nav.-Ros., Gaya & Hladun) S.Y. Kondr. & Hur | 2017           |
| Tomnashia rosei      | (Hasse) S.Y. Kondr. & Hur                    | 2017           |